# The Bird and the Bee (album)
Albums de The Bird and the Bee
Again and Again and Again and Again
(2006) Please Clap Your Hands
(2007)
The Bird and the Bee est un album du duo californien The Bird and the Bee. 
Il est enregistré en 2006, précédé par l’EP Again and Again and Again and Again, et sort le 23 janvier 2007. L’album reçoit de bonnes critiques d’autant plus que le premier single, « Fucking Boyfriend », est classé numéro un des charts américains Hot Dance Club Play. Il conserve 10 titres, dont 4 ( « Fucking Boyfriend », « I Hate Camera », « Again and Again » et « La la la ») sont sortis en single, accompagnés de titres exclusifs.

## Liste des morceaux
1. Again & Again – 2 min 47
2. Birds and the Bees – 3 min 53
3. Fucking Boyfriend – 3 min 17
4. I'm a Broken Heart – 4 min 34
5. La La La – 3 min 21
6. My Fair Lady – 3 min 39
7. I Hate Camera – 3 min 06
8. Because – 3 min 40
9. Preparedness – 3 min 38
10. Spark – 4 min 08

## Singles
- Fucking Boyfriend
- Again and Again
- I Hate Camera
- La La La